# Rhadamanthe
Pour l'objet transneptunien, voir (38083) Rhadamanthe.

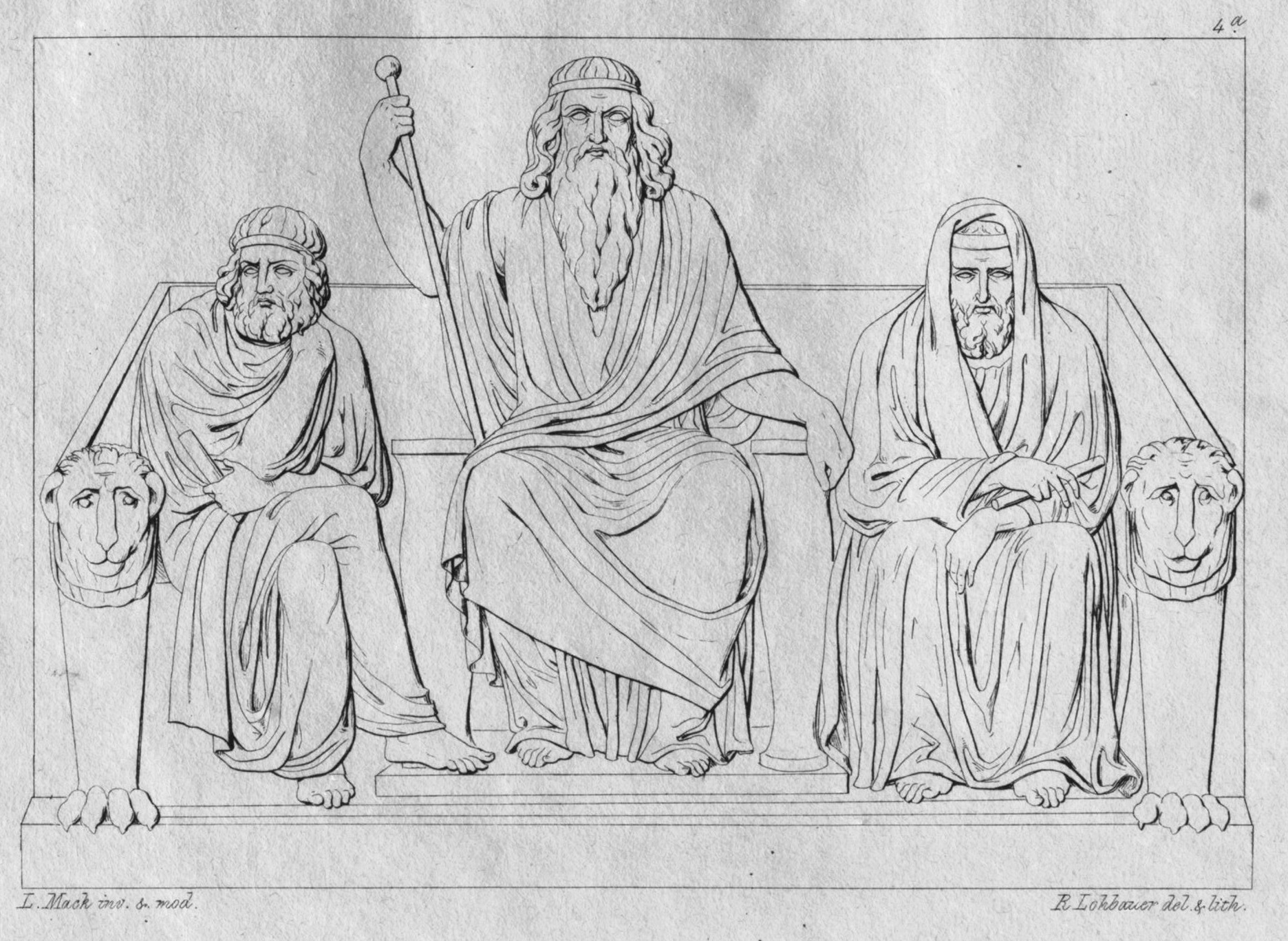
Minos, Éaque et Rhadamanthe. Lithographie de Ludwig Mack (1829).

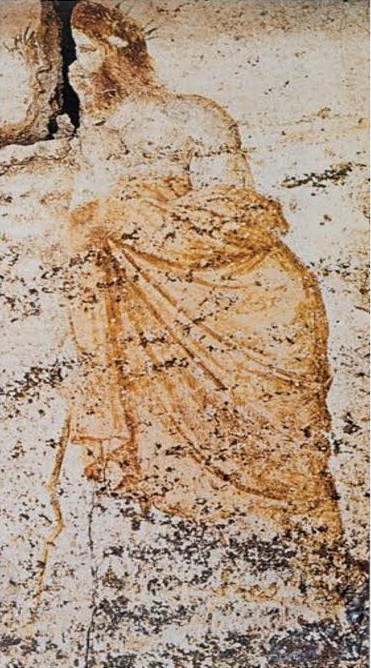
Représentation de Rhadamanthe sur la façade de la tombe du jugement (Macédoine).

Dans la mythologie grecque, Rhadamante ou Rhadamanthe (en grec ancien Ῥαδάμανθυς / Rhadámanthus) est le fils de Zeus et d'Europe (la fille d’Agénor). Il est renommé pour sa vertu et sa justice.

## Mythe
Il naît en Crète avec ses frères Minos et  (selon les auteurs) Sarpédon. Une version minoritaire, rapportée par Pausanias qui l'attribue à Cinéthon de Sparte, fait de Rhadamante le fils d'Héphaïstos, lui-même fils de Talos.
Il est élevé par Astérion, roi de Crète, à qui Zeus avait confié Europe. D'après le pseudo-Apollodore, il se dispute dans sa jeunesse avec ses frères pour l'amour d'un garçon, Milétos (ou Atymnios).
Il est réputé pour sa sagesse et sa sagacité. Diodore le présente avec Minos comme un héros civilisateur, régnant sur un vaste territoire dont il dicte les lois :

« Il tenait sous sa domination de grandes îles et presque toutes les côtes de l'Asie qui s'étaient données volontairement à lui sur la réputation de sa probité. »

Parmi ces lois, on compte celle qui autorise l'emploi de la force pour vaincre un agresseur mais aussi la loi du talion.
Après qu'Astérion a légué le trône de Crète à Minos, celui-ci en profite pour écarter rapidement ses frères, prenant ombrage de leur renommée : Rhadamante s'exile alors à Œchalie, en Béotie, où il épouse Alcmène, veuve d'Amphitryon. Il en a deux fils : Érythros et Gortys.
Après sa mort, il est établi juge des Enfers, dont il occupa le dernier siège avec Minos et Éaque. Il s'occupe des âmes venu d'Asie. Chez Homère, il coule des jours paisibles dans les Îles des Bienheureux où il épousera Alcmène, la mère d'Héraclès, à sa mort. Selon des versions plus tardives, il règne seul sur les Champs Élysées, ou encore, d'après Virgile, il gouvernerait le Tartare.

### Sources
- [1]Antoninus Liberalis, Métamorphoses [détail des éditions] (33).
- Pseudo-Apollodore, Bibliothèque [détail des éditions] [lire en ligne] (II, 4, 9 ; II, 4, 11 ; III, 1, 1-2).
- Catalogue des femmes [détail des éditions] (fr. 141 MW).
- Diodore de Sicile, Bibliothèque historique [détail des éditions] [lire en ligne] (V, passim).
- Homère, Odyssée [détail des éditions] [lire en ligne] (IV, 564 ; VII, 322-324).
- Hygin, Fables [détail des éditions] [(la) lire en ligne] (CLV).
- Pausanias, Description de la Grèce [détail des éditions] [lire en ligne] (VII, 3, 7 ; VIII, 53, 4-5).
- Pindare, Odes [détail des éditions] (lire en ligne) (Olympiques, II, 74-77 ; Pythiques, II, 73-74).
- Platon, Gorgias [détail des éditions] [lire en ligne] Platon (523-524).
- Théognis de Mégare, Poèmes élégiaques (701).
- Virgile, Énéide [détail des éditions] [lire en ligne] (VI, 566).